# Голуб конголезький
Голуб конголезький (Columba unicincta) — вид голубів.

## Поширення
Мешкає в Африці:Ангола, Південний Судан, Кот-д'Івуар, Екваторіальна Гвінея, Габон, Гана, Гвінея, Камерун, Республіка Конго і Демократична Республіка Конго, Центрально-Африканська Республіка, Ліберія, Нігерія, Руанда, Сьєрра-Леоне, Танзанія, Уганда і Замбія.

## Спосіб життя
Як і багато інших голубів, він живиться в основному зерном і насінням.

## Опис
Голуб конголезький має блідо-сіру шию і тіло, з темно-сірими крилами і хвостом. Його дзьоб і очі — яскраво-червоні.